# Дональдсон (Арканзас)
Дональдсон (англ. Donaldson) — місто (англ. town) в США, в окрузі Гот-Спрінгс штату Арканзас. Населення — 275 осіб (2020).

## Географія
Дональдсон розташований на висоті 70 метрів над рівнем моря за координатами 34°14′3″ пн. ш. 92°55′7″ зх. д. / 34.23417° пн. ш. 92.91861° зх. д. (34.234145, -92.918641). За даними Бюро перепису населення США в 2010 році місто мало площу 1,69 км², уся площа — суходіл. В 2017 році площа становила 1,53 км², уся площа — суходіл.

## Демографія
Згідно з переписом 2010 року, у місті мешкала 301 особа в 128 домогосподарствах у складі 85 родин. Густота населення становила 178 осіб/км². Було 148 помешкань (87/км²).
Расовий склад населення:
| - 98,3 % — білих - 0,3 % — корінних американців - 0,3 % — чорних або афроамериканців |

До двох чи більше рас належало 1,0 %. Іспаномовні складали 0,3 % від усіх жителів.
За віковим діапазоном населення розподілялося таким чином: 27,6 % — особи молодші 18 років, 53,8 % — особи у віці 18—64 років, 18,6 % — особи у віці 65 років та старші. Медіана віку мешканця становила 37,2 року. На 100 осіб жіночої статі у місті припадало 95,5 чоловіків; на 100 жінок у віці від 18 років та старших — 96,4 чоловіків також старших 18 років.
Середній дохід на одне домашнє господарство становив 39 815 доларів США (медіана — 27 500), а середній дохід на одну сім'ю — 43 511 долар (медіана — 33 000). За межею бідності перебувало 21,1 % осіб, у тому числі 27,2 % дітей у віці до 18 років та 2,2 % осіб у віці 65 років та старших.
Цивільне працевлаштоване населення становило 120 осіб. Основні галузі зайнятості: освіта, охорона здоров'я та соціальна допомога — 27,5 %, роздрібна торгівля — 13,3 %, мистецтво, розваги та відпочинок — 12,5 %.
За даними перепису населення 2000 року в Дональдсоні мешкало 326 осіб, 93 родини, налічувалося 130 домашніх господарств і 143 житлових будинки. Середня густота населення становила близько 191,8 осіб на один квадратний кілометр. Расовий склад Дональдсона за даними перепису розподілився таким чином: 97,85 % білих, 0,61 % — корінних американців, 1,53 % — представників змішаних рас. Іспаномовні склали 0,61 % від усіх жителів містечка.
З 130 домашніх господарств в 31,5 % — виховували дітей віком до 18 років, 56,9 % представляли собою подружні пари, які спільно проживали, в 11,5 % сімей жінки проживали без чоловіків, 27,7 % не мали сімей. 25,4 % від загального числа сімей на момент перепису жили самостійно, при цьому 16,9 % склали самотні літні люди у віці 65 років та старше. Середній розмір домашнього господарства склав 2,51 особи, а середній розмір родини — 3,01 особи.
Населення містечка за віковим діапазоном за даними перепису 2000 року розподілилося таким чином: 26,7 % — жителі молодше 18 років, 8,6 % — між 18 і 24 роками, 25,2 % — від 25 до 44 років, 24,5 % — від 45 до 64 років і 15,0 % — у віці 65 років та старше. Середній вік мешканця склав 36 років. На кожні 100 жінок в Дональдсоні припадало 97,6 чоловіків, у віці від 18 років та старше — 100,8 чоловіків також старше 18 років.
Середній дохід на одне домашнє господарство в містечкі склав 22 813 доларів США, а середній дохід на одну сім'ю — 28 500 доларів. При цьому чоловіки мали середній дохід в 29 250 доларів США на рік проти 20 500 доларів середньорічного доходу у жінок. Дохід на душу населення в містечкі склав 13 307 доларів на рік. 15,0 % від усього числа сімей в окрузі і 17,1 % від усієї чисельності населення перебувало на момент перепису населення за межею бідності, при цьому 25,3 % з них були молодші 18 років і 10,7 % — у віці 65 років та старше.